# Ariël (Disney)

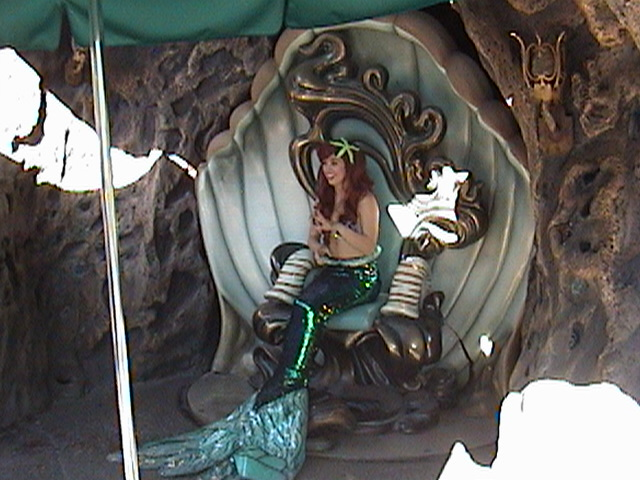
Ariël in Disneyland, Anaheim

Ariël is het fictieve personage dat voor het eerst verscheen in de Disney-tekenfilm De Kleine Zeemeermin (1989). Het personage is gebaseerd op het karakter uit het gelijknamige sprookje De kleine zeemeermin van de Deense schrijver Hans Christian Andersen. Ariël verschijnt ook in De kleine zeemeermin II: terug in de zee (2000), De kleine zeemeermin: Ariel, hoe het begon (2008) en de tv-series The Little Mermaid en Mickey's Club.

## Biografie
Ariël is een mooie, jonge zeemeermin en een van de zeven dochters van koning Triton en koningin Athena. Haar moeder Athena is overleden vóór de eerste film. Haar zussen heten Aquata, Andrina, Arista, Attina, Adella en Alana. Ze woont in Atlantica, het zeekoninkrijk van haar ouders. Ariël is avontuurlijk en nieuwsgierig en heeft een obsessie voor mensen en hun spullen die zij in het geheim verzamelt in een grot. Haar vader kan dit absoluut niet waarderen omdat hij mensen als gevaarlijk ziet. Hij wijst daarom zijn hofmuzikant, Sebastiaan de krab, aan om op haar te letten. Ariëls beste vriend is de vis Botje. Ze heeft lang rood haar, een lichte huidskleur, grote blauwe ogen, een paarse schelpvormige bh en een groene zeemeerminnenstaart. Ariël wordt soms prinses genoemd, of "kleine zeemeermin".
Tijdens de film De Kleine Zeemeermin redt Ariël het leven van prins Eric en wordt verliefd op hem. Na een verhitte discussie met haar vader bezoekt ze de zeeheks, Ursula, en ruilt haar stem in tegen menselijke benen voor drie dagen om de kans krijgen om Erics hart te winnen. Ursula houdt dit tegen. Als de drie dagen voorbij zijn, verandert Ariël in een sirene. Haar vader, koning Triton, moet zijn kroon en drietand afstaan aan Ursula om zijn dochter te redden. Er volgt een gevecht en Erik doodt Ursula en steelt de kroon en drietand terug. Aan het einde transformeert Ariël permanent tot mens en wordt zij de vrouw van Eric.
Het personage Ariël kreeg verschillende kritieken van recensenten: Time bekritiseert haar omdat ze te toegewijd aan haar echtgenoot zou zijn, maar Empire prijst het personage voor haar rebellerende persoonlijkheid, een verandering ten opzichte van de vorige prinsessen van Disney.

## Ontwerp van het personage
Het personage Ariël is gebaseerd op het gelijknamige personage uit het sprookje De kleine zeemeermin van de Deense schrijver Hans Christian Andersen. Co-regisseur en schrijver Ron Clements vond het verhaal echter te tragisch en herschreef het personage.
De originele animatie van Ariël werd ontworpen door animator Glen Keane, die in een conference zei dat haar uiterlijk is gebaseerd op zijn eigen vrouw. Voor het karakter van Ariël werden ontwerpers geïnspireerd door de Amerikaanse actrice Alyssa Milano. Comédienne Sherri Stoner stond model voor Ariëls leven. De naam Ariël is Hebreeuws en betekent "leeuw van God".
De kleur van de staart van Ariël is speciaal gemixt door een verflaboratorium van Disney en deze kleur is genoemd naar Ariël.

## Muziek
In de films en series zingt Ariël de volgende nummers:
- Part of Your World
- One Dance
- Down to the Sea
- Here On The Land and Sea
- I Remember
- For A Moment
- If You Can Dream

## Stemactrice
De Amerikaanse stem van Ariël is Jodi Benson, in het Nederlands is dit Laura Vlasblom. Voor de live-action remake uit 2023, werd Ariël gespeeld door Halle Bailey en in het Nederlands ingesproken door Lynn Mancel.

## Voorkomen buiten de films
- Ariël heeft een cameo in de films A Goofy Movie en Shrek 2, in de serie Futurama en in de games Kingdom Hearts en Kingdom Hearts II. Ook is zij op veel plekken aanwezig in Disneyland.
- Ariël is een officiële "ambassadrice" van de "Keep Our Oceans Clean"-campagne van de Environmental Defense, The National Maritime Sanctuary en The National Oceanic and Atmospheric Administration.[6][7][8]
- "Hipster Ariel" is een populaire internetmeme geworden: een schermafbeelding van Ariël met een fotobewerkte bril en een humoristisch onderschrift.[9]
- In Dismaland, een tijdelijke tentoonstelling van samenwerkende kunstenaars, plaatste Banksy een kunstwerk van Ariël, afgebeeld als fata morgana.[10]